# Heterocongrinae

Heterocongrinae  (лат.) — подсемейство морских рыб семейства конгеровых. Большинство видов данного подсемейства распространены в Индо-Тихоокеанской области, но также есть представители в Атлантическом океане и восточной части Тихого океана.
Тело тонкое и очень удлинённое. В спинном и анальном плавниках все лучи нечленистые, грудные плавники отсутствуют или рудиментарные, нижняя челюсть выдаётся вперёд. Представители данного подсемейства живут большими колониями. Часто неподвижно  зависают вертикально над своими норками хвостом вниз. Общий вид колонии напоминает сад, за что они получили своё английское название «garden eels». 
В состав подсемейства включают два рода .
- Gorgasia Meek & Hildebrand, 1923 (14 видов)
- Heteroconger Bleeker, 1868 (21 вид)

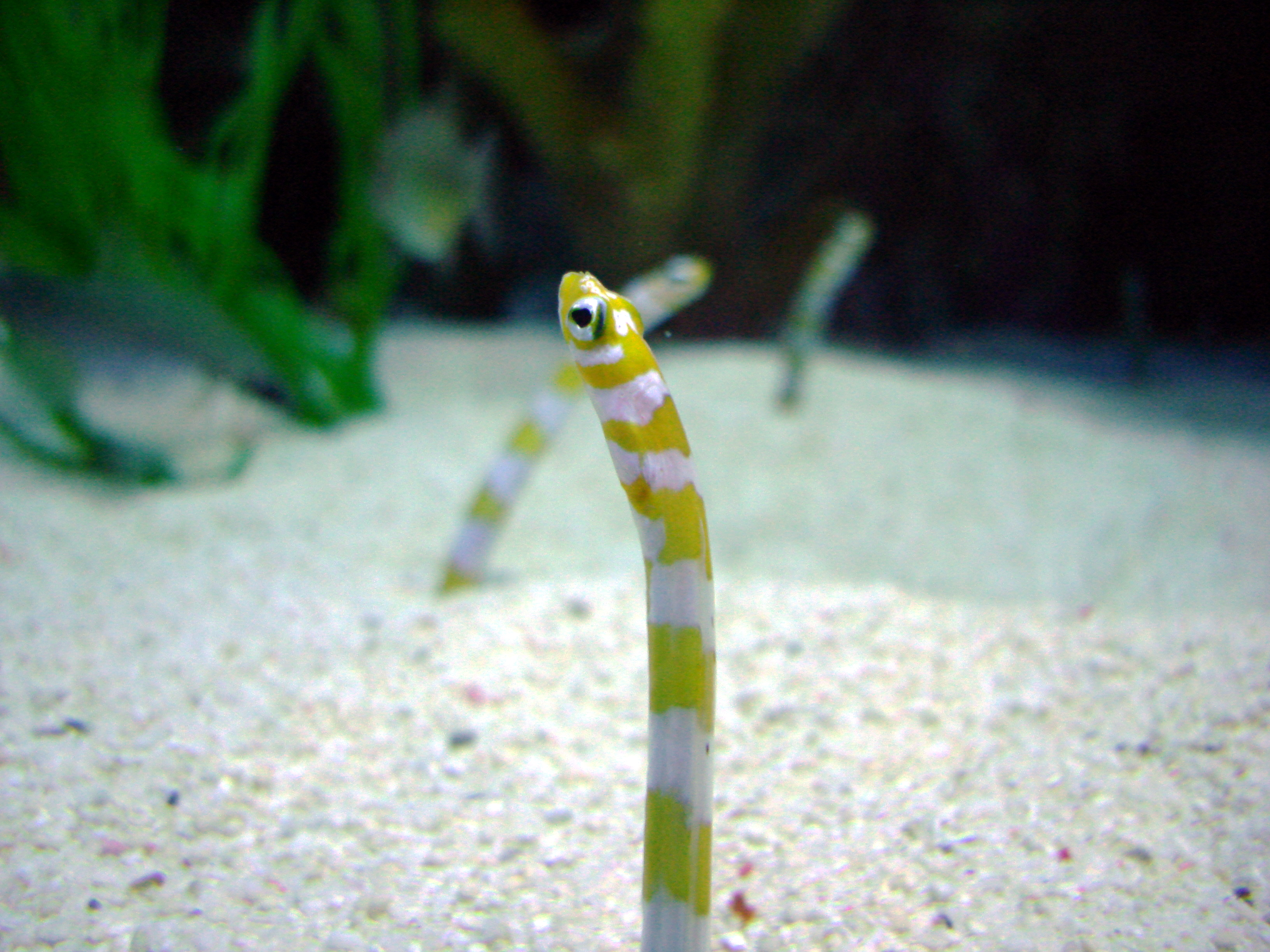
Gorgasia preclara